# Топонимия Эстонии

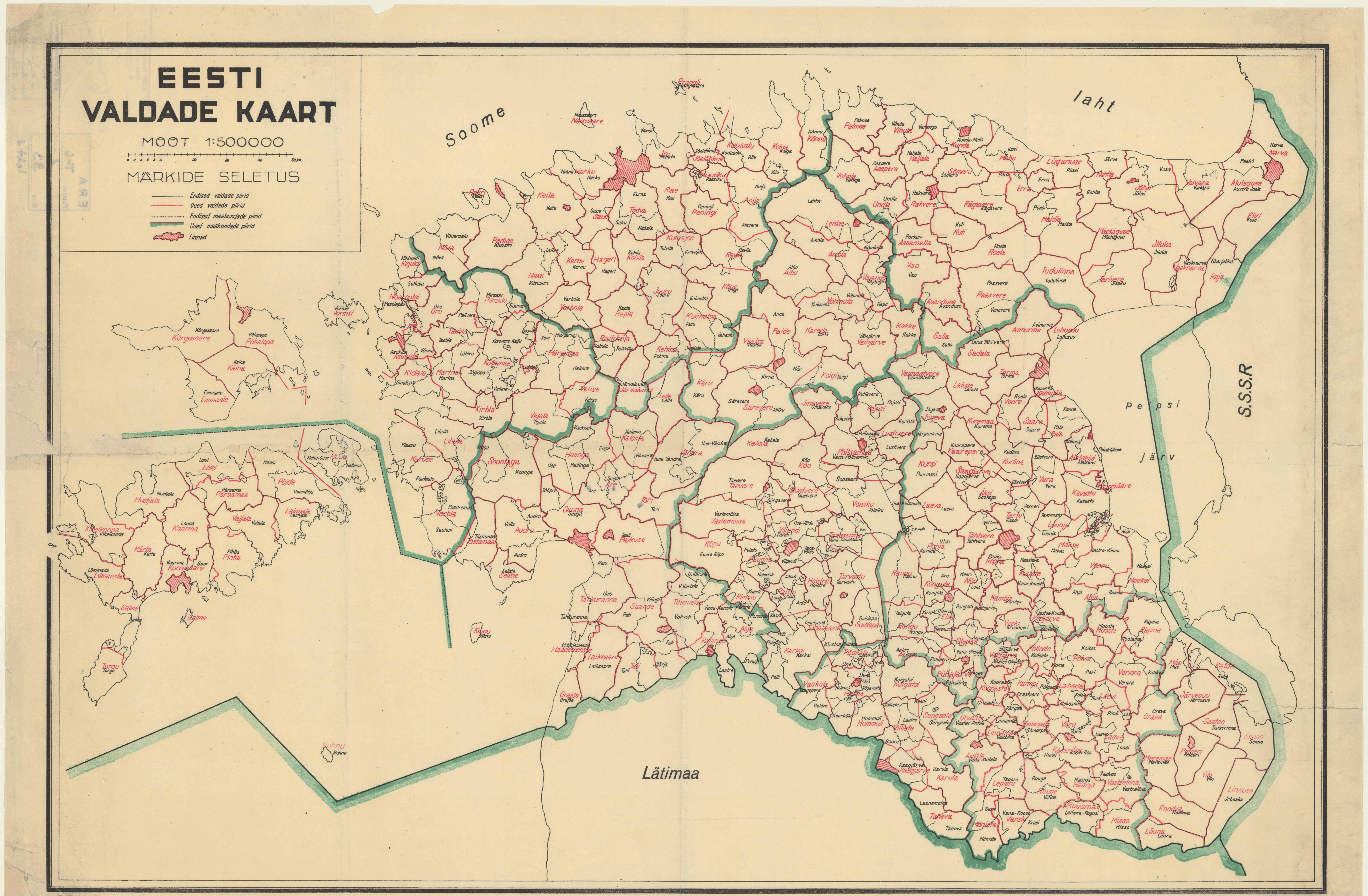
Административное деление Эстонии 1939 года

Топонимия Эстонии — совокупность географических названий, включающая наименования природных и культурных объектов на территории Эстонии. Структура и состав топонимии страны обусловлены её географическим положением, историей и лингвистической ситуацией в стране.

## Название страны
До XVIII—XIX веков эстонцы называли себя maarahvas, что буквально значит «народ земли», то есть занимающийся земледелием. Термин eestlane пришёл из латыни (Aesti). Так назван Тацитом в «Германии» народ, населяющий дальний берег Балтийского моря. Древние скандинавские саги содержат упоминание о земле под названием Эйстланд (Eistland) — так Эстония до настоящего времени называется на исландском языке, что близко к датскому, немецкому, нидерландскому, шведскому и норвежскому варианту названия — Эстланд (Estland). Ранние источники на латинском языке также содержат версии названия территории Эстия и Гестия (Estia и Hestia).
Большая часть территории современной Эстонии является территорией исторической области Эстляндия, которая в начале XIII века была завоевана немецкими рыцарями Ордена Меченосцев и вассалами короля Дании Вальдемара II; в 1346—1561 входила во владения Ливонского ордена, после распада Ливонской конфедерации — в составе Швеции, в 1710 году была завоёвана Русским царством и в 1719 году стала именоваться Ревельской губернией, с 1783 года — Ревельским наместничеством, с 1796 по 1918 годы — Эстляндской губернией Российской империи.
24 февраля 1918 года была провозглашена Эстонская Республика (эст. Eesti Vabariik), де-юре признанная по Тартускому мирному договору между РСФСР и Эстонией. Под этим названием страна вступила в 1921 году в Лигу Наций. После вхождения в состав СССР в 1940 году была переименована в Эстонскую Советскую Социалистическую Республику, а после распада СССР и получения независимости в 1991 году вновь стала именоваться «Эстонской Республикой».

## Формирование и состав топонимии
Для топонимии Эстонии характерны такие форманты как -маа — «земля», -сааре — «остров», -йыги — «река», -ярв — «озеро», -коск — «речной порог», -каллас — «берег», -мяги — «гора», -йоа — «водопад», -лахт — «залив», -мыйза — «имение», -линна — «крепость», -салу — «роща», -сельг — «гряда», и другие. Часто встречаются также фитотопонимы (Куузику — «ельник», Кырвемаа -«лесная земля», Лаане — «большой еловый лес», Нымме — «вересковая пустошь», Палу — «бор», Таммику — «дубрава» и др.).
В. А. Жучкевич выделяет в эстонской топонимии две большие группы: простые и сложные топонимы. К первой группе относятся топонимы суффиксальные по типу словообразования, например: Левала, Таммисту, Тарвисту; ко второй — топонимы, образованные главным образом по схеме «определение + определяемое», например: Кивиярви («камень + озеро»), Мудайоки («тина + река»), Ныммкюла («бугор + деревня») и т. д..
Поскольку на территории Эстонии не было сколько-нибудь значительных миграций народов, её практически полностью покрывает финно-угорский топонимический пласт с некоторыми вкраплениями германоязычных топонимов. На старых картах современной территории Эстонии фигурируют, наряду с эстонскими, немецкие варианты топонимов, например «Ревель» (Таллин), «Дорпат» (Тарту), «Эмбах» (Эмайыги) и т. д. В эстонской «глубинке» до настоящего времени сохранились некоторые названия хуторов и отдельных поселений. происходящих от фамилий германского происхождения, например Норра (от фамилии Кнорр), Эсна от фамилии фон Эссен, Росна от фамилии фон Розен и т. д..
Топонимическая граница между финно-угорским и славянским пластами прослеживается довольно чётко и в целом совпадает с административной российско-эстонской границей, хотя отдельные финно-угорские топонимы встречаются в Псковской и других соседних областях. Пограничные географические объекты нередко имеют двойное название, например Чудское озеро — Пе́йпси-ярв (эст. Peipsi järv), Печоры — Пе́тсери (эст. Petseri), Изборск — И́рбоска (эст. Irboska) и т. д. В пограничной полосе происходила также взаимная ассимиляция русско- и эстоноязычных топонимов. Н. В. Подольская приводит в качестве примера топонимию деревни Ломово Гдовского района Псковской области. В этой деревне часть микротопонимов имела чётко выраженное славянское происхождение — например, Замох, Поле, Крутик, а другая часть — чётко выраженное эстонское: Приксйоки, Томпсонметс, имелись также гибридные русско-эстонские топонимы типа Кривакюля.
Топонимическая граница между Эстонией и Латвией выражена менее чётко, чем граница с Россией, при этом также имеет место феномен двойных названий. Так, эстонский город Валга (эст. Valga, до 1920 рус. Валк) вплотную примыкает к латвийскому городу Валка (латыш. Valka), составляя с ним, по сути дела, единый населённый пункт. В свою очередь, миграции латышского населения в Эстонию привели к возникновению на территории последней топонимов с формантами -лэти, -лэтлан («латышский, латыш»).

## Топонимическая политика
В 1994 году в Эстонии была создана Правительственная комиссия по географическим названиям во главе с министром внутренних дел Хейки Арике, в состав которой вошли представители государственных и научных учреждений. Задачи комиссии — выработка принципов стандартизации и официального употребления географических названий Эстонии, участие в подготовке юридических актов, касающихся географических названий, выработка рекомендаций правительству страны в вопросах именования географических объектов как в Эстонии, так и за рубежом. В 1996 году принят Закон о географических названиях, в который впоследствии неоднократно вносились правки.
В стране ведутся работы по каталогизации топонимов. Их ведут Институт эстонского языка и Государственный земельный департамент. В Институте эстонского языка имеется самая большая картотека эстонских топонимов (ок. 500 000 карточек), собранная в ходе полевых работ, начиная с 1920-х годов. В декабре 1995 года впервые после 60-летнего перерыва был выпущен глобус на эстонском языке, на котором большое внимание уделялось и географическим названиям.

### на русском языке
- Аристэ П.А. Läti «латвийский, латышский, Латвия» в топонимии Эстонии // Тезисы конференции по топонимике северо-западной зоны СССР. — 1966.
- Жучкевич В.А. Общая топонимика. Издание 2-е, исправленное и  дополненное. — Минск: Вышэйная школа, 1968. — С. 432.
- Инструкция по русской передаче географических названий Эстонской ССР / Сост. С. К. Бушмакин. Редактор: А. Х. Каск. — М.: Типография  издательства «Известия», 1972. — 29 с.
- Никонов В.А. Краткий топонимический  словарь. — М.: Мысль, 1966. — 509 с. — 32 000 экз.
- Палль В. О структуре эстонской топонимии // Тезисы конференции по топонимике северо-западной зоны СССР. — 1966.
- Поспелов Е. М. Географические названия мира. Топонимический словарь / отв. ред. Р. А. Агеева. — 2-е изд., стереотип. — М.: Русские словари, Астрель, АСТ, 2002. — 512 с. — 3000 экз. — ISBN 5-17-001389-2.
- Симм Я.Э. Комонимы Выннуского прихода. Автореферат диссертации на соискание ученой степени кандидата филологических наук. — Таллин: АН ЭССР. Отделение общественных наук., 1973. — 29 с.
- Словарь географических названий зарубежных стран / А. М. Комков. — М.: Недра, 1986. — 459 с.

### на других языках
- Marja Kallasmaa, Saaremaa kohanimed (Топонимы о. Сааремаа). Tallinn 1996. 528 стр.
- M. Kallasmaa, Mitmuslikud vormid Saaremaa kohanimedes (Формы множественного числа в топонимах Сааремаа). — Keel ja Kirjandus 1995 № 1, с. 20-28.
- M. Kallasmaa, Rahvaetu"moloogia ja historismi printsiip onomastikas (Народная этимология и принцип историзма в ономастике). — Keel ja Kirjandus 1995 № 11, с. 763—766